# George L. Kelling
George L. Kelling, född 21 augusti 1935 i Milwaukee, Wisconsin, död 15 maj 2019 i Hanover, New Hampshire, var en amerikansk professor i kriminologi (högerrealist) vid School of Criminal Justice, Rutgers University i Newark, New Jersey. Han var även forskare vid Harvard University, och adjungerad forskare vid Manhattan Institute. Han undervisade även under en period vid Northeastern University.
Kelling avlade doktorsexamen i socialförsäkringssystem vid University of Wisconsin-Madison 1973. Kelling avlade också en M.S.W.-examen vid University of Wisconsin-Milwaukee och en B.A.-examen (kandidatexamen) i filosofi vid St. Olaf College i Northfield, Minnesota. Han gick på Northwestern Lutheran Theological Seminary för att studera teologi i två år, men utan att ta examen.
Kellings mest kända verk handlar om Broken Windows-teori, som han skrev tillsammans med James Q. Wilson och Catherine Coles.